# My Name Is
My Name Is è un singolo del rapper statunitense Eminem, pubblicato il 25 gennaio 1999 come primo estratto dal suo secondo album in studio The Slim Shady LP.
Fu proprio grazie a questo brano che Eminem riuscì ben presto a diventare una delle figure più influenti e importanti nell'ambito della cultura hip hop nei primi anni duemila, e la pubblicazione di My Name Is favorì il notevole successo riscosso da The Slim Shady LP, che arrivò a vendere oltre 18 milioni di copie in tutto il mondo. La canzone fruttò all'artista anche il suo primo Grammy Awards nel 2000, vincendo nella categoria di Best Rap Solo Performance.
Il 28 febbraio 2018 la RIAA lo certifica due volte singolo di platino, avendo venduto oltre due milioni di copie nel mercato statunitense.

## Descrizione
La canzone è stata la prima a rendere Eminem e il suo album d'esordio tra i musicisti più quotati del mainstream, e ha reso celebre il suo stile di rapping. Simili consensi avrebbe riscosso con i singoli successivi. Dato il notevole successo, è stato il primo brano rap ad occupare posizioni di spicco nella Total Request Live di MTV, in cui è rimasto per 30 giorni al primo posto.
Il produttore Dr. Dre voleva usare un campionamento di I Got The di Labi Siffre, per il background della canzone; tuttavia, come si evince dalle note dal remaster dell'album Remember My Song, Siffre ha detto che "attaccare due dei soliti capri espiatori, donne e gay, dimostra solo la pigrizia di chi scrive canzoni. Se vuoi attaccare briga, pigliatela con i loro detrattori e non con le vittime". Così Eminem cambiò parte dei testi, e Siffre offrì il campionamento.

## Testo
(My Name Is, Eminem)
Nel brano Eminem si presenta con la maschera del suo alter ego Slim Shady, emettendo in rima un condensato di frasi scorrette e oscenità. Esistono varie versioni di questa traccia, più o meno edulcorate. Data l'oscenità dei testi originari, la versione ufficiale del brano ha subito forti rimaneggiamenti. Quando la canzone originale è stata pubblicata su Curtain Call: The Hits, la seconda strofa è stata rifatta come compromesso tra le due versioni, ma rimuovendo insulti di tipo omofobico, ed è stata censurata anche la parola "violence" (violenza), sostituendola con il nome del gruppo musicale statunitense Primus.

## Video musicale
Il video musicale inizia con un uomo e sua moglie dal mal aspetto che, mezzi ubriachi, si pongono davanti alla televisione facendo zapping. Ad un certo punto, si trovano a seguire un programma interpretato da un certo "Marshall Mathers"; il clip prosegue con varie scene comiche, tra cui due che parodiano la rockstar Marilyn Manson ed il 42º presidente statunitense Bill Clinton, che viene preso in giro a causa dello scandalo Clinton-Lewinsky. Il video è simile a quello del brano Role Model, nel senso della scherzosità; l'unica differenza è che quest'ultimo è più oscuro.

## Tracce

### Singolo
1. My Name Is (Slim Shady Radio Edit)
2. My Name Is (Explicit Version)
3. My Name Is (Instrumental)

### Versione promozionale
1. My Name Is (Clean Version)
2. My Name Is (Album Version)
3. My Name Is (Instrumental)
4. My Name Is (Acapella)